# Aleuritopteris pygmaea
Aleuritopteris pygmaea är en kantbräkenväxtart som beskrevs av Ren-Chang Ching. Aleuritopteris pygmaea ingår i släktet Aleuritopteris och familjen Pteridaceae. Inga underarter finns listade.